# Salon d'exposition Kimilsungia et Kimjongilia
 (mars 2020).
Si vous disposez d'ouvrages ou d'articles de référence ou si vous connaissez des sites web de qualité traitant du thème abordé ici, merci de compléter l'article en donnant les références utiles à sa vérifiabilité et en les liant à la section « Notes et références ».
Le salon d'exposition Kimilsungia et Kimjongilia est bâtiment situé à Pyongyang, en Corée du Nord construit en 2002,. Le musée ouvre ses portes en juillet 2013.